# Chilton Trinity
Chilton Trinity – wieś w Anglii, w hrabstwie Somerset, w dystrykcie (unitary authority) Somerset. Leży 45 km na południowy zachód od miasta Bristol i 205 km na zachód od Londynu. W 2001 miejscowość liczyła 233 mieszkańców.